# Mel Gaynor

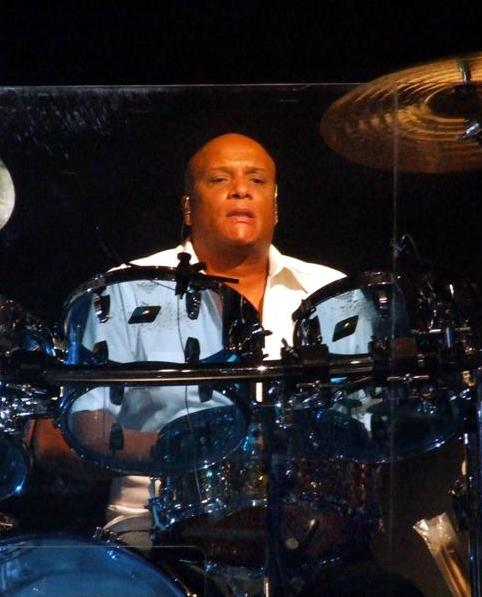
Mel Gaynor, 2006

Mel George Gaynor (* 29. Mai 1959 in Balham, London, England) ist ein britischer Schlagzeuger und als Mitglied der Rockband Simple Minds bekannt.

## Leben
Gaynor trat den Simple Minds 1982 als Studiomusiker bei den Aufnahmen zum Album New Gold Dream bei. Während der New-Gold-Dream-Tour wurde er Ende 1982, als Ersatz für Mike Ogletree, festes Bandmitglied. Mit einer kurzen Unterbrechung Mitte der 1990er Jahre war Mel Gaynor bis 2017 der Drummer der Band.
Gaynor fing mit dem Schlagzeugspielen an, als er elf Jahre alt war, und hatte seinen ersten professionellen Einsatz im Alter von 14 Jahren. Musikalisch wurde er beeinflusst von den The Rolling Stones, Led Zeppelin, Jimi Hendrix, James Brown und dem Mahavishnu Orchestra. Neben dem Schlagzeug ist er aktiver Songschreiber und Produzent.
Neben den Simple Minds (1982–1992, 1997–2017) hat Mel Gaynor bereits mit Musikern wie Elton John, Tina Turner, Samson, Associates, The Pretenders und Robert Palmer gearbeitet. Als weiteres Projekt begann er mit dem Keyboarder Stephane Deriau-reine ein Duo mit dem Namen The Fusion Project. Das erste Album der Formation wurde im April 2006 veröffentlicht und als „a sort of mix between progressive rock and jazz-fusion“ beschrieben.
2007 startete Mel Gaynor sein Soloprojekt mit einer neuen Version von Play That Funky Music von Robert Parissi. Nach 2017 gründete er die Band RISK (Mel Gaynor – Drums/Vocals, James Ford – Guitarist, Sarit Black – Bassist, Toby Baker – Keyboards/Backing Vokals, Melissa Gaynor [Mels Tochter] – Backing Vokals).